# Rūd Rīsh
Rūd Rīsh (persiska: رودِ ريش, روريش, Rūd-e Rīsh, رود ريش) är en ort i Iran.   Den ligger i provinsen Kohgiluyeh och Buyer Ahmad, i den centrala delen av landet, 500 km söder om huvudstaden Teheran. Rūd Rīsh ligger 1 610 meter över havet och antalet invånare är 290.
Terrängen runt Rūd Rīsh är huvudsakligen kuperad, men norrut är den bergig. Rūd Rīsh ligger nere i en dal. Runt Rūd Rīsh är det ganska glesbefolkat, med 47 invånare per kvadratkilometer. Närmaste större samhälle är Dīshmūk, 18,6 km väster om Rūd Rīsh. Omgivningarna runt Rūd Rīsh är i huvudsak ett öppet busklandskap.